# Hoshiarpur (dystrykt)
Hoshiarpur – dystrykt w stanie Pendżab w Indiach.

## Informacje
Głównym miastem jest Hoshiarpur. Dystrykt ma łagodny klimat w porównaniu z innymi, co wynika z ukształtowania terenu z jednej strony i dużej ilości lasów. Lato rozpoczyna się w kwietniu i trwa do końca czerwca, gdy przechodzi w porę deszczową, robi się wtedy gorąco i parno. Pora deszczowa trwa do końca września. Zima rozpoczyna się w październiku i trwa do końca marca. Najgorętszymi miesiącami są maj i czerwiec, gdy temperatura może dochodzić do 45 °C. Zimą w grudniu, styczniu i lutym słupek rtęci może spaść do 5 °C, a nawet do 0 °C. Na terenie dystryktu jest 1419 wiosek i 10 miast.

## Demografia
W 2011 roku w dystrykcie Hoshiarpur mieszkało 1 566 625 ludności, w tym 809 057 mężczyzn i 777 568 kobiet. W stosunku do wyników spisu z 2001 roku wzrosła gęstość zaludnienia z 436 osób na kilometr kwadratowy do 469 osób, przy powierzchni dystryktu wynoszącej 3 386 km². Według spisu ludności z 2011 roku 84,59% ludności potrafi czytać i pisać, w tym 88,75% mężczyzn i 80,31% kobiet.

## Turystyka
Miejsca warte odwiedzenia: Gurdwara Garna Sahib, świątynia Kamahi Devi, Sheesh Mahal Hoshiarpur, stanowisko archeologiczne Dholbaha, rezerwat przyrody Takhni Rehmapur Wildlife Sanctuary.